# Otto Suhr

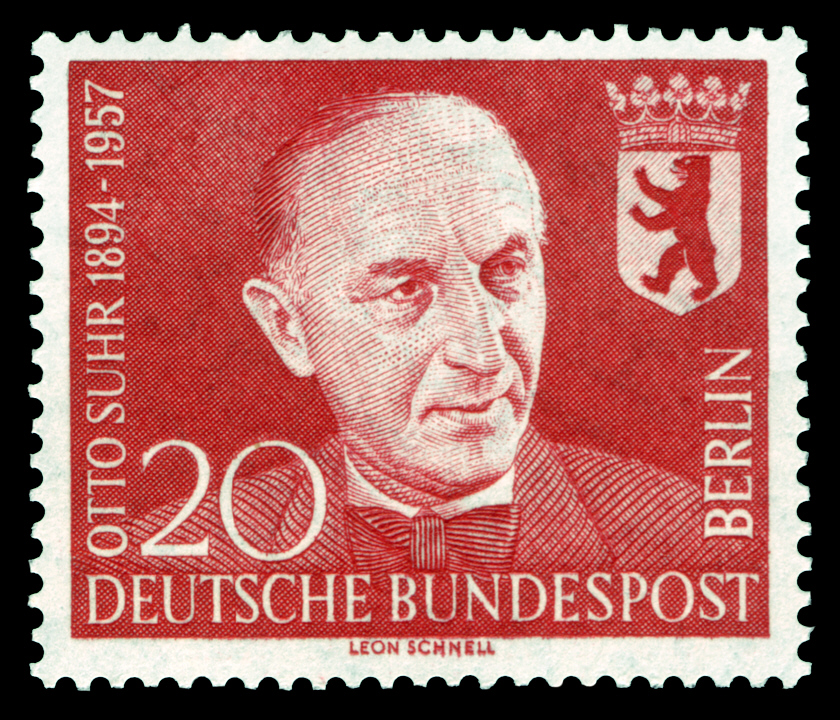
Otto Suhr

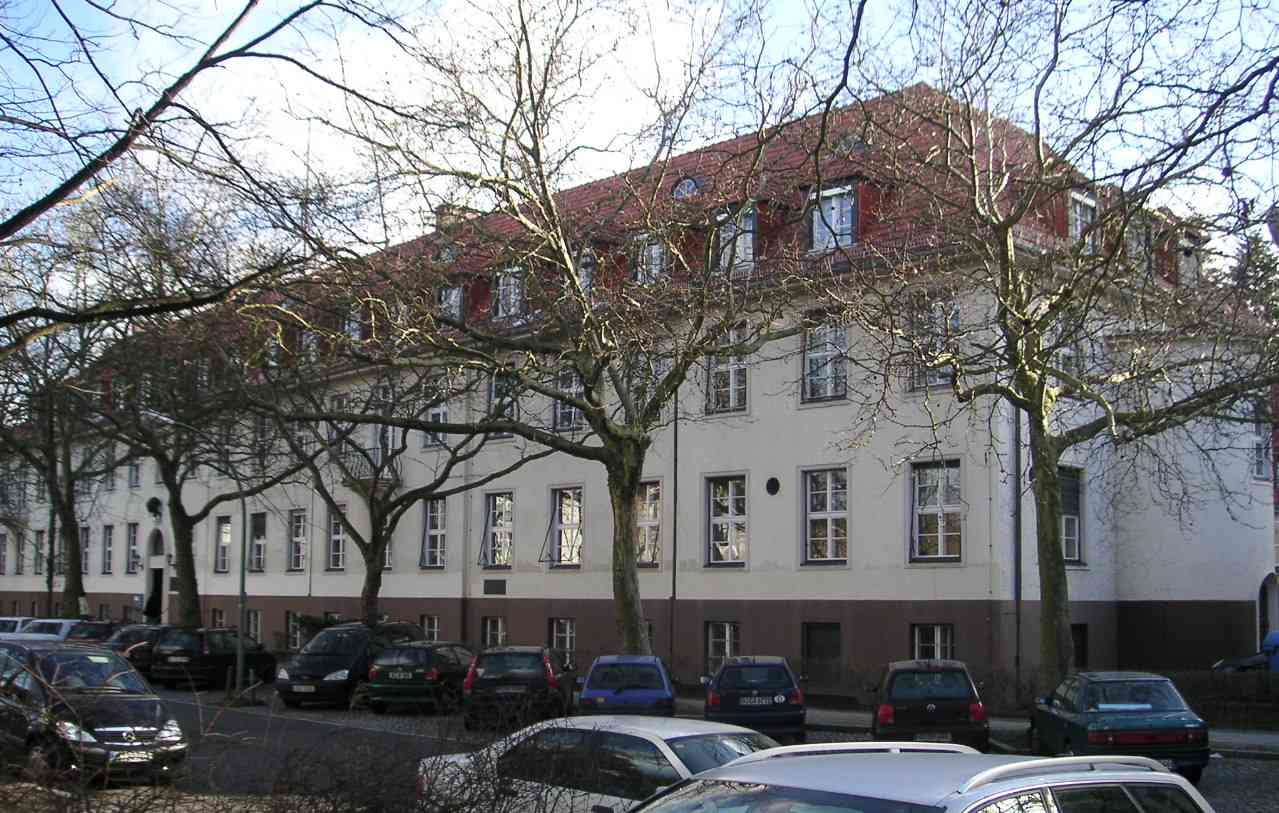
Otto-Suhr-Institutet för politisk vetenskap

Otto Ernst Heinrich Hermann Suhr, född 17 augusti 1894 i Oldenburg, död 30 augusti 1957 i Berlin, tysk politiker (SPD), regerande borgmästare i Västberlin 1955-1957.
Otto-Suhr-Institut på Freie Universität i Berlin är uppkallat efter Suhr liksom Otto-Suhr-Allee.
Ett arbete om näringslivets värld ur arbetares synvinkel brändes av nationalsocialister under de landsomfattande bokbålen i Nazityskland 1933.

## Fotnoter
1. ↑  Die Welt der Wirtschaft vom Standort des Arbeiters. Eine Einführung in das Verständnis des kapitalistischen Wirtschaftsgebäudes und eine Anleitung zur Beobachtung des kapitalistischen Wirtschaftslebens. Jena, Verlag Gewerkschaftsarchiv 1926. 191 S. (= Gewerkschaftsarchiv-Bücherei, Band 4)